# Посмішка (фільм, 1991)
«Посмішка» («Улыбка») — радянський художній фільм 1991 року, знятий режисером Сергієм Поповим на кіностудії «Ленфільм».

## Сюжет
За книгою Дмитра Лазарева. В основному дія фільму відбувається в божевільні. Але абсурд не має меж, у нього є лише причина. І в цьому тотальному божевіллі герої фільму намагаються знайти відповідь, і більше того — вважають за потрібне відповідати на поставлені питання. Це і вселяє надію.

## У ролях
- Наталія Львова — санітарка психлікарні
- Галина Захурдаєва — Іра, шантажистка
- Надія Жарикова — жінка з мішком
- Петро Кожевников — санітар психлікарні
- Ігор Нікітін — Коля Петров
- Дмитро Бульба — Сергій, шантажований пацієнт психлікарні
- Валерій Полєтаєв — Петрович, пацієнт психлікарні, колишній директор школи
- Євген Важенін — Професор, пацієнт психлікарні
- Микола Рудик — роль другого плану
- Віктор Гоголєв — пацієнт психлікарні
- Дмитро Шагін — письменник у психлікарні
- Олександр Шевельов — пацієнт психлікарні
- Артур Шафранський — роль другого плану
- Володимир Зворонов — роль другого плану
- Олександр Блінов — роль другого плану
- Віталій Майоров — роль другого плану
- Венера Алієва — епізод
- Артур Арутюнян — «Валет»
- Вадим Афанасьєв — слідчий
- А. Барбашин — епізод
- Р. Бірая — епізод
- В. Богданов — епізод
- В. Бухвін — епізод
- В'ячеслав Варкін — епізод
- Д. Вигодмін — епізод
- Олег Гонцовський — епізод
- В. Григор'єв — епізод
- А. Гусєв — епізод
- Олексій Девотченко — епізод
- С. Дмитрієв — епізод
- Валентина Єгоренкова — епізод
- Є. Єрохіна — епізод
- Г. Загорельський — епізод
- В. Зайцев — епізод
- Е. Іваненко — епізод
- І. Іванов — епізод
- Юрій Калінін — епізод
- А. Капустін — епізод
- Є. Кузнецов — епізод
- А. Лаптєва — епізод
- Юрій Лопарьов — міліціонер
- Олександр Ликов — пацієнт психлікарні
- В'ячеслав Майдан — епізод
- В. Макар'єв — епізод
- А. Маркушев — епізод
- С. Нілов — епізод
- К. Базаревич — епізод
- Дмитро Петрін — епізод
- Юрій Пєтухов — епізод
- В. Половников — епізод
- С. Полукаров — епізод
- Олександра Свенська — акордеоністка
- Андрій Смирнов — пацієнт психлікарні
- А. Сокольський — епізод
- В. Степанчук — епізод
- Анастасія Суходольська — епізод
- Любов Учаєва — епізод
- Б. Хайт — епізод
- Борис Хаїмський — пацієнт психлікарні
- С. Цирков — епізод
- Валерій Цикалов — епізод
- Є. Шумовський — епізод
- Дмитро Шамков — епізод
- С. Юр'єв — епізод
- Олексій Ягодзинський — епізод

## Знімальна група
- Режисер — Сергій Попов
- Сценаристи — Дмитро Лазарев, Сергій Попов
- Оператор — Юрій Воронцов
- Композитор — Аркадій Гагулашвілі
- Художник — Олег Тагель